# Elberfeld (Indiana)
Elberfeld è un comune degli Stati Uniti d'America, situato nello Stato dell'Indiana, nella contea di Warrick.